# Megasaissetia nectandrae
Megasaissetia nectandrae är en insektsart som beskrevs av Hempel 1918. Megasaissetia nectandrae ingår i släktet Megasaissetia och familjen skålsköldlöss. Inga underarter finns listade i Catalogue of Life.